# Municipio de Hillman (condado de Kanabec)
El municipio de Hillman (en inglés: Hillman Township) es un municipio ubicado en el condado de Kanabec en el estado estadounidense de Minnesota. En el año 2010 tenía una población de 444 habitantes y una densidad poblacional de 4,63 personas por km².

## Geografía
El municipio de Hillman se encuentra ubicado en las coordenadas 46°1′49″N 93°20′56″O / 46.03028, -93.34889. Según la Oficina del Censo de los Estados Unidos, el municipio tiene una superficie total de 95.89 km², de la cual 94,75 km² corresponden a tierra firme y (1,19 %) 1,14 km² es agua.

## Demografía
Según el censo de 2010, había 444 personas residiendo en el municipio de Hillman. La densidad de población era de 4,63 hab./km². De los 444 habitantes, el municipio de Hillman estaba compuesto por el 96,17 % blancos, el 0,68 % eran afroamericanos, el 0,68 % eran amerindios, el 1,35 % eran asiáticos y el 1,13 % eran de una mezcla de razas. Del total de la población el 1,8 % eran hispanos o latinos de cualquier raza.